# Accipitriformes
El orden Accipitriformes incluye la mayoría de las rapaces diurnas. Antiguamente se agrupaba a Accipitroformes con los falconiformes, pero a partir de estudios moleculares a mediados de la primera década del siglo XX, se estableció a los halcones como un linaje más emparentado con las seriemas, loros y passeriformes en un clado llamado Australaves.

## Taxonomía
El orden Accipitriformes no existe en todas las clasificaciones. Tradicionalmente, todas las rapaces diurnas (incluidos los buitres del Nuevo Mundo) estaban situadas en el orden Falconiformes. En la clasificación de Sibley-Ahlquist, quedó desmontado este orden, al incluir las familias Accipitridae y Sagittariidae al orden Ciconiiformes, mientras que los buitres del Nuevo Mundo pasaban a formar parte de la familia Ciconiidae.
En la clasificación de NCBI, todas las familias de rapaces diurnas están en el orden Falconiformes, excepto los Cathartidae que se incorporan a Ciconiiformes.
En la Clasificación de Clements 2008, tampoco existe el orden Accipitriformes y las cinco familias de rapaces (Cathartidae, Pandionidae, Accipitridae, Sagittaridae y Falconidae) están situadas en el orden Falconiformes.
Sin embargo, el Congreso Ornitológico Internacional (COI), separó los Falconidae en su propio Orden (Falconiformes), agrupando el resto de familias (Cathartidae, Pandionidae, Accipitridae y Sagittaridae) en el orden Accipitriformes, dejando de esta manera los rapaces diurnos separados en dos órdenes.
Siguiendo este último criterio, los Accipitriformes se clasificarían en cuatro familias, 72 géneros y 259 especies de la siguiente manera:
| Familia       | Descripción             | Géneros | Especies |
| ------------- | ----------------------- | ------- | -------- |
| Cathartidae   | buitres del Nuevo Mundo | 5       | 7        |
| Sagittariidae | secretario              | 1       | 1        |
| Pandionidae   | águilas pescadoras      | 1       | 1 o 2    |
| Accipitridae  |                         | 63      | 249      |

## Morfología
Entre sus características, es posible destacar:
- Gran tamaño.
- Alimentación carnívora.
- Pico fuerte y curvado.
- Garras fuertes para matar las presas.
- Visión agudísima, en detrimento del olfato.

Son predadores y, por tanto, están situados en el último nivel trófico (juntamente con el lobo, en el caso de los bosques de Europa).